# Éditions Bouquins
Bouquins est une maison d'édition française. Créée en 1979 par Guy Schoeller en tant que collection de Robert Laffont, elle devient en novembre 2020 une maison d'édition à part entière, dirigée par Jean-Luc Barré au sein du groupe Editis.

## Historique

### Collection
En 1976 à Londres, l'éditeur Guy Schoeller découvre l'édition du Capital de Karl Marx publié par Penguin en un seul volume à la fois très épais et très souple, sur papier bible. Ce nouveau procédé de brochage qui permet de garder ouvert un livre de 1200 pages sans casser la couverture autorise l'édition de gros volumes au format poche. Guy Schoeller convainc Robert Laffont, prend contact avec l'imprimeur britannique et décroche « un brevet exclusif » de fabrication pour la France. La collection Bouquins est née. Son premier titre est Une histoire de la musique, par Lucien Rebatet.
Guy Schoeller s'entoure de spécialistes dans chaque domaine : Francis Lacassin pour les romans policiers, Robert Carlier pour la littérature ou encore Marc Fumaroli pour l'Histoire. Jean d'Ormesson qualifie la collection de « bibliothèque idéale de l'honnête homme ». Cette citation devient la devise des éditions Bouquins.
De 1979 à 2020, 600 volumes ont été publiés, dont des best-sellers tels Le dictionnaire des symboles (750 000 ventes), L'histoire universelle des chiffres (500 000 ventes) ou Tout l'opéra (200 000 ventes).

### Maison d'édition
Dans le cadre de la réorganisation d’Editis, filiale du groupe Vivendi depuis 2019, Bouquins prend son indépendance de Robert Laffont en octobre 2020 pour devenir en janvier suivant l'une des cinquante-deux maisons d'éditions du groupe Editis, au même titre que Robert Laffont, Julliard, Plon, Perrin, Le Cherche Midi, 10/18, Bordas, la Découverte, Le Robert, Nathan ou encore Pocket.
Sous la direction de Jean-Luc Barré, la maison d'édition Bouquins conserve sa collection historique et s'enrichit d'un catalogue de fiction et de non fiction davantage en prise avec l’actualité, le mouvement des idées, les nouveaux modes d’expression littéraire et romanesque. 
Bouquins compte une dizaine de salariés. La maison d'édition publie une quarantaine de titres par an, dont une vingtaine pour la collection historique, qui représente à elle seule entre 200 000 et 250 000 exemplaires par an.

## Ouvrages et auteurs
Après 2020, Bouquins reste fidèle à sa tradition des intégrales, comme celle de Rabelais mais enrichit aussi sa collection historique avec des auteurs contemporains tels François Morel, Philippe Delerm, Barbara Cassin et Hubert Védrine.
Bouquins s'ouvre aussi aux romans, avec des auteurs comme Zoé Sagan pour Braquage [Data noire], Jean-Marie Gourio pour 2 grammes 40, Erwan Barillot pour Moi, Omega, Théo Veillon pour Ceux de l'intérieur et Ahmad Massoud pour Notre liberté (prix de la Grande Mosquée 2023). La maison d'édition développe aussi son catalogue d'essais, avec notamment Michel Onfray pour Puissance et décadence, Sébastien Bohler pour Human Psycho, Pascal Ory pour De la haine du juif  ou Guillaume Durand qui obtient le prix Renaudot-Essai pour Déjeunons sur l'Herbe.
Bouquins édite également la revue littéraire Année Zéro, sous la direction de Yann Moix, dont l'objectif est de traiter des grands auteurs indépendamment de leur réputation, en revenant aux textes. Le premier numéro est consacré à André Gide.